# 대한민국 무임소장관실
무임소장관실(無任所長官室)은 국무회의 의장이 지정하는 사항의 조사·연구 및 조정에 관한 사무를 관장하는 대한민국의 옛 중앙행정기관이다. 1970년 8월 20일 무임소국무위원을 개편하여 발족하였으며 1975년 9월 8일 제1무임소장관실과 제2무임소장관실로 분리 개편하여 폐지되었다.

## 설치 근거
- 무임소장관실 직제 [대통령령 제5283호, 1970.08.20 제정]

## 연혁
- 1948년 8월 15일 - 무임소국무위원을 신설.
- 1970년 8월 20일 - 무임소국무위원을 폐지하고 무임소장관실을 신설.
- 1975년 9월 8일 - 무임소장관실을 분리하여 폐지.

## 역대 장,차관

### 무임소 장관
- 1대 지청천(池靑天) 1948년 7월 22일 - 1948년 9월 27일
- 1대 이윤영(李允榮) 1948년 8월 2일 - 1948년 9월 27일
- 2대 이윤영(李允榮) 1948년 9월 28일 - 1948년 12월 25일
- 3대 이갑성 1950년 6월 28일 - 1952년 10월 13일, 전시 내각의 임시 무임소장관
- 3대 이윤영(李允榮) 1950년 11월 23일 - 1952년 4월 23일
- 3대 윤영선 1950년 11월 22일 - 1952년 4월 10일
- 3대 윤치영 1951년 4월 27일 ~ 1952년 7월 9일
- 3대 허정 1952년 1월 13일 ~ 1952년 4월 10일
- 4대 허정 1952년 4월 10일 ~ 1952년 7월 22일
- 4대 이윤영(李允榮) 1952년 5월 6일 - 1952년 7월 22일
- 5대 이윤영(李允榮) 1952년 7월 22일 - 1952년 10월 8일
- 6대 박현숙(朴賢淑) 1952년 10월 9일 - 1954년 6월 30일
- 손도심(孫道心) 1959년 1월 30일 ~ 1960년 8월 22일
- 임영신 1959년 1월 30일 ~ 1960년 4월 25일
- 김준연 1960년 4월 25일 ~ 1960년 4월 27일
- 나용균 1960년 8월 23일 - 1960년 9월 11일
- 김선태(金善太) 1960년 8월 23일 - 1960년 9월 11일
- 신현돈(申鉉燉) 1960년 9월 12일 - 1960년 11월 20일
- 김선태(金善太) 1960년 9월 12일 - 1961년 1월 29일
- 이철승 1961년 1월 28일 - 1961년 1월 31일, 임명장 수령 전 사퇴
- 오위영(吳緯泳) 1961년 1월 30일 - 1961년 5월 20일
- 조시형(趙始衡) 1963년 3월 16일 - 1963년 9월 29일, 정무담당
- 김재춘(金在春) 1963년 7월 23일 ∼ 1963년 9월 3일, 경제담당
- 박원빈 1963년 8월 12일 ∼ 1963년 12월 16일, 경제담당
- 김홍식(金弘植) 1963년 12월 17일 - 1964년 7월 22일, 정무담당
- 김용식 1963년 12월 17일 ∼ 1964년 5월 11일, 경제담당
- 원용석(元容奭) 1964년 5월 11일 ∼ 1966년 12월 27일, 경제담당
- 윤주영(尹胄榮) 1965년 3월 23일 - 1966년 4월 15일, 정무담당
- 김윤기(金允基) 1966년 5월 3일 - 1966년 12월 27일, 정무담당
- 김원태(金元泰) 1966년 12월 27일 - 1970년 3월 10일, 정무담당
- 황종률(黃鍾律) 1966년 12월 27일 ∼ 1967년 10월 3일, 경제담당
- 김윤기(金允基) 1967년 10월 3일 ∼ 1970년 3월 10일, 경제담당
- 길재호(吉在號) 1970년 3월 10일 - 1970년 10월 15일, 정무담당
- 이병옥(李丙(炳)玉) 1970년 3월 10일 ∼ 1970년 10월 14일, 경제담당
- 오치성(吳致成) 1970년 10월 15일 - 1971년 6월 4일, 정무담당
- 이병옥(李丙(炳)玉) 1970년 10월 15일 ∼ 1973년 3월 9일, 경제담당
- 이병희(李秉禧) 1971년 6월 4일 - 1973년 3월 8일, 정무담당
- 이병희(李秉禧) 1973년 3월 9일 - 1975년 9월 8일, 정무담당
- 구태회(具泰會) 1973년 3월 9일 ∼ 1975년 9월 8일, 경제담당

### 무임소장관 보좌관
- 신경철(申璟喆), 1952년 4월 ~ 1952년
- 최주철(崔朱喆), 1964년 4월 ~ 1966년 4월 15일,
- 김재욱(金在郁), 1966년 9월 18일 ~ 1967년 3월 31일
- 이용(李龍), 1966년 4월 15일 ~ 1966년 9월 28일,
- 박형규(朴衡圭), 1966년 10월 6일 ~ 1967년 7월 31일,
- 김영병(金永昞), 1967년 4월 1일 ~ 1968년 6월 26일, 경제담당
- 김재욱(金在郁), 1967년 8월 1일 ~ 1967년 8월 2일
- 김영균(金榮均), 1967년 8월 3일 ~ 1970년 3월 19일,
- 박정수(朴定洙), 1968년 6월 26일 ~ 1970년 3월 24일, 국무총리 특별보좌관에서 전임
- 지종걸(池宗傑), 1970년 3월 19일 ~ 1970년 11월 5일, 정무담당, 차관급 보좌관
- 황인성(黃寅性), 1970년 3월 19일 ~ 1973년 3월 12일,
- 정성관(鄭成觀), 1970년 11월 6일 ~ 1971년 6월 12일,
- 이재현(李載晛), 1971년 7월 27일 ~ 1976년 11월 16일,
- 김영일(金永一), 1973년 3월 20일 ~ 1975년 8월 27일,

## 같이 보기
- 제1무임소장관실
- 제2무임소장관실